# Graue Helmschnecke

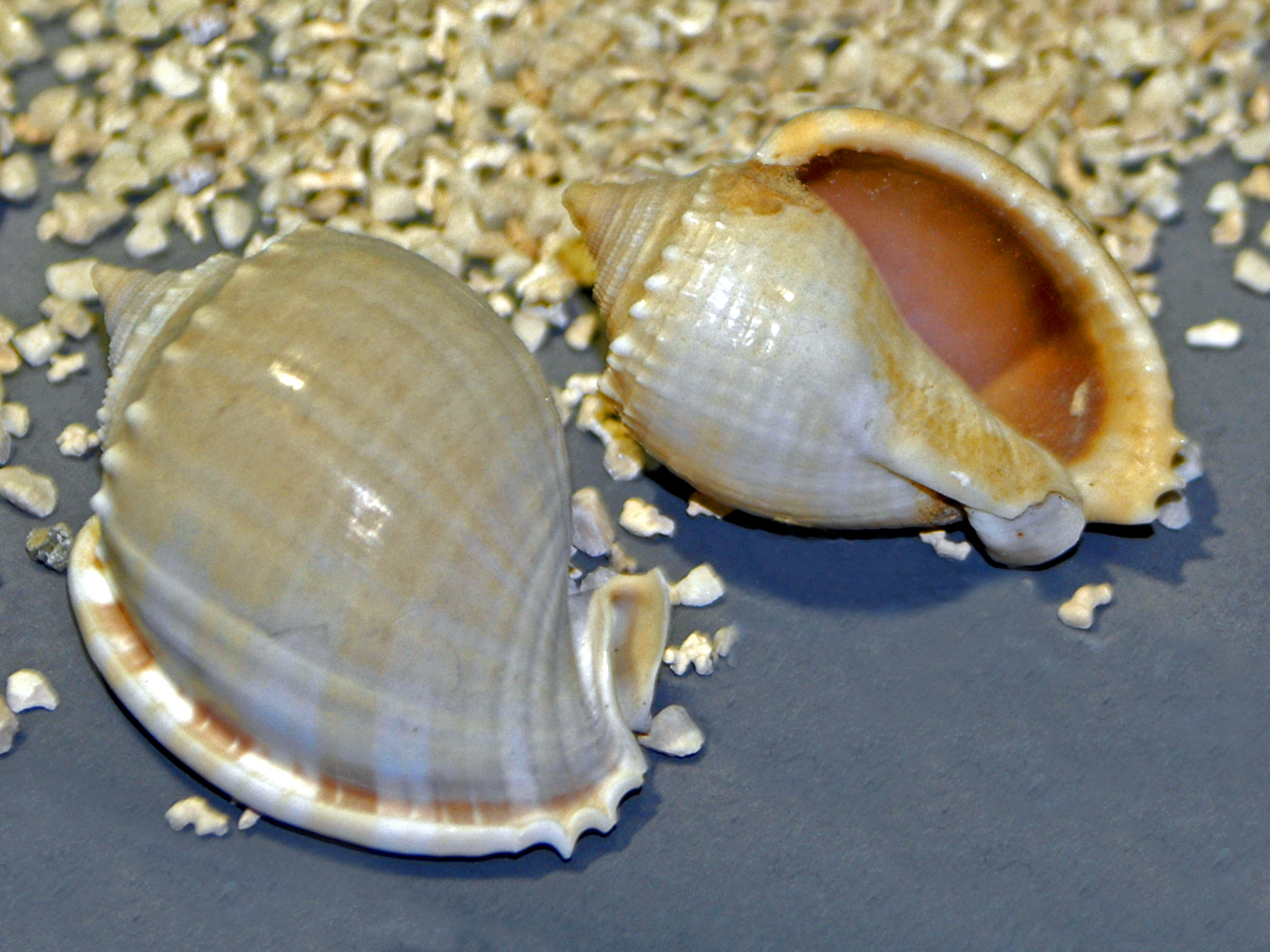
Gehäuse von Phalium glaucum

Die Graue Helmschnecke (Phalium glaucum) ist eine Schnecke aus der Familie der Helmschnecken (Gattung Phalium), die im Indopazifik verbreitet ist und sich von Seeigeln ernährt.

## Merkmale
Das große Schneckenhaus von Phalium glaucum hat einen stark aufgeblasenen, glatten, glänzenden Körperumgang und ein kurzes, kegelförmiges Gewinde. Die Umgänge haben kräftige, gewinkelte Schultern mit einer Reihe spitzer Tuberkeln. Die äußere Lippe der Gehäusemündung ist verdickt und an ihrem inneren Rand stark gezähnt. Die Oberfläche des Hauses ist cremig weiß mit hellbraunen Flecken, das Innere der Gehäusemündung dunkelbraun. Das Haus erreicht bei ausgewachsenen Schnecken rund 9 cm, zuweilen bis zu 12 cm Länge.

## Verbreitung und Lebensraum
Phalium glaucum ist im Indopazifik von der ostafrikanischen Küste und Madagaskar bis nach Melanesien, nördlich nach Japan und südlich bis zum nördlichen Queensland verbreitet. Die Schnecke lebt auf sandigem Untergrund, insbesondere auf Sandbänke und nahe toten Korallen in der Gezeitenzone und bis in Tiefen von etwa 10 m.

## Lebenszyklus
Wie andere Helmschnecken ist Phalium glaucum getrenntgeschlechtlich. Das Männchen begattet das Weibchen mit seinem Penis. Das Weibchen legt die Eier in Gelegen zahlreicher horniger Eikapseln ab, die jeweils mehrere hundert Eier enthalten. Ein Großteil der Eier entwickelt sich zu Embryonen. Die pelagische Phase der Veliger-Larven vom Schlupf aus der Eikapsel bis zur Metamorphose zur fertigen Schnecke dauert etwa zwei Monate.

## Nahrung
Phalium glaucum ernährt sich von Seeigeln, insbesondere von Sanddollars.